# Сенявин, Наум Акимович
Нау́м Аки́мович Сеня́вин (Синявин, около 1680 — 24 мая 1738 года, Очаков) — первый русский вице-адмирал (1727 год).
Наум Акимович отец адмирала Алексея Сенявина. Начальник Брянской (Днепровской) флотилии.

## Биография
Наум Сенявин начал службу в 1698 году солдатом бомбардирской роты Преображенского полка. В 1699 году участвовал в Керченском походе, состоя матросом на корабле «Отворенные врата» под командой Петра Михайлова (Петра I). Наум Акимович, в отличие от своих братьев Ивана и Ульяна, не попал в состав великого посольства, учившихся морскому делу за границей Руси вместе с Петром I, но вскоре приобрёл мореходные познания на русских военных судах и быстро выдвинулся, обогнав своих братьев.
В 1702—1704 годах Наум Сенявин участвовал в военных действиях под Шлиссельбургом, Канцами, Юрьевом и Нарвой. В 1705—1708 годы состоял в команде шнявы «Мункер», которой часто командовал сам Пётр. 12 октября 1706 года участвовал и был тяжело ранен в бою пяти небольших русских лодок с шведским ботом «Эсперном» под Выборгом. Во время боя команды лодок численностью в 48 человек взяли бот на абордаж, а затем отбили нападение другого шведского бота, подоспевшего на помощь атакованному. В 1707 году был произведён в боцманы и вскоре за тем в поручики. В 1708 году ездил в Воронеж, а возвратившись в мае ходил на бригантинах под начальством Боциса в шхеры к городу Борго.
В августе 1708 года получил поручение охранять с двумя бригантинами переправу через Неву. Когда шведский генерал Либекер подошёл к переправе, то Сенявин встретил его сильным огнём из пушек. Шведы оправились и огнём из батареи 12 пушек пробили в двух местах одну из бригантин, сломав на ней мачту. Тогда Сенявин сошёл на берег и вместе с майором Грековым овладел шведским траншементом. В октябре того же года, командуя гренадерской ротой в качестве капитана (командира роты), отличился в кровопролитном сражении у Сойкиной мызы, окончившемся поражением шведов, и был ранен в ногу.
В 1709—1712 годах постоянно сопровождал Петра I в поездках, исполняя в пути поручения по снаряжению судов и заготовке провианта. В 1709 году сопутствовал Петру в поездке в Азов, отсюда в армию и из Полтавы в Петербург и Москву. 23 декабря 1709 года произведён в поручики Преображенского полка. В 1710 году во время ледового похода Балтийского флота находился на шняве «Мункер». В 1711 году сопровождал Петра в Прутском походе, а в 1712 году в плавании на корабле «Самсон» и в поездке в Померанию.
В 1712 году получил поручение от Петра I, начавшего закупку за границей военных судов для русского флота, снарядить и привести в Ревель из Кёнигсберга три первых купленных в Голландии корабля. Наскоро исправив повреждения в судах, найдя офицеров и матросов, Сенявин избежал крейсировавшего в Балтийском море шведского флота и 2 марта 1713 года достиг ревельского рейда, за что получил чин капитан-поручика и должность командира одного из трёх купленных кораблей — «Рандольфа». В 1715 году получил от Петра I поручение вооружить корабль «Ингерманланд», в постройке которого Пётр сам принимал участие и на котором затем в первый раз поднял свой вице-адмиральский флаг. В августе того же года Пётр отправил Сенявина в Англию и Голландию на корабле «Страфорд» с поручением купить пушки и шлюпки, нанять матросов и людей, «которые в воду ходят под колоколом», привезти «огородные деревья» и семена. После посещения Лондона, в январе 1716 года корабль Сенявина был затёрт льдами у острова Текселя. В апреле 1716 года он вторично посетил Англию, а затем отправился в Копенгаген, где принял в команду корабль «Девоншир» и фрегат «Самсон». В Копенгагене у него вышло с любимцем Петра, Девьером, крупное столкновение. Генерал-адъютант Девьер, придя на судно Сенявина, сделал какие-то резкие замечания на его счёт и был им за это жестоко избит. Девьер жаловался кабинет-секретарю Макарову.

Выйдя в море на кораблях из Копенгагена, Сенявин смог отстоять честь военного флага, поднятого на корабле, когда голландский капитан хотел подвергнуть осмотру его корабль «Девоншир» как торговое судно. Когда голландцы стали грозить арестом судна, он решительно писал нашему торговому агенту Соловьеву:
разве и весь голландский флот на мя подвигнется и тот добровольно осматривать не может, разве силою; правда, мы здесь только сильны одним флагом и вымпелом, для чего не боимся и всего их флота; а за оные его такие непотребные слова вашей милости бы надлежало бы донесть кому подлежит, понеже, хотя бы на бударе был поставлен флаг и вымпел Е. Ц. В-ва, то уже стал военный, а не торговый, которому на море всегда голландский военный корабль мусит салютовать и вымпел свой спустить, что мы сколько раз видели и впредь будем
13 августа 1716 года отправился в крейсерство между Рюгеном и Борнгольмом, «проведать, нет ли каких неприятельских фрегатов, которых искать отогнать или с помощью Божией разорить». В январе 1719 года Пётр вновь отправил Сенявина за границу, в Гамбург, поручив ему принять там в команду корабль «Рандольф» и яхту, подаренную Петру прусским королём, и доставить эти суда в Россию. В Гамбурге, когда капитан гамбургского конвойного воинского корабля отказался салютовать русскому военному судну, заявив, что «он не знает русского флага», Сенявин выстрелил ядрами из трёх пушек по его вымпелу.
В начале мая 1719 года Сенявин вернулся в Россию из-за границы, и Пётр сразу же назначил его начальником крейсерского отряда из 6 кораблей и одной шнявы. Имея брейд-вымпел на корабле «Портсмут», 25 мая между островами Эзелем и Готско-Сандо капитан 2-го ранга Сенявин атаковал три шведских военных судна под командой капитан-командора Врангеля: корабль, фрегат и бригантину, — и после Эзельского часового боя заставил их сдаться. За эту победу был пожалован 17 июня через чин (капитан 1-го ранга) в капитан-командоры, а затем получил поместье (в Рязанском уезде из деревень Соловьёва, отписанных в казну). В июле и августе того же 1719 года, командуя отрядом из пяти судов, охранял галерный флот, действовавший у берегов Швеции, и ходил с отрядом из 3 кораблей в Никепингу для наблюдения за неприятельскими судами.
После учреждения Адмиралтейской коллегии в 1721 году назначен членом коллегии. В этом году же командовал кораблём «Святой Андрей» в котлинской эскадре, состоявшей под начальством Петра I, а затем, с брейд-вымпелом на корабле «Святой Александр», командовал эскадрой кораблей, отправленной в крейсерство к Гельсингфорсу.
После заключения Ништадтского мира 22 октября 1721 года был произведён в шаутбенахты (контр-адмиралы), и Пётр был очень доволен, что мог по заслугам ввести русского человека в ряд иностранцев, занимавших высшие чины в русском флоте (Гордон, Крюйс, Сандерс, Сиверс, Фангофт). В феврале 1722 года ездил в отпуск лечиться от ран «к марциальным водам». Затем, помимо командировок в Воронеж и в Москву, командовал кораблем «Св. Андрей» и плавал с эскадрами генерал-адмирала Апраксина и вице-адмирала Вильстера.
Императрица Екатерина I при вступлении на престол пожаловала Сенявину орден Св. Александра Невского. 6 мая 1727 года был произведён в вице-адмиралы. Осенью 1726 года совершил морское плавание в Ревель на корабле «Нептунус» с отрядом судов, а в 1727 году в Киль на корабле «Дербент» для сопровождения герцога и герцогини Голштинских. В 1728 году назначен главным командиром над галерным флотом и находился в этой должности с небольшими перерывами до 1732 года, когда был произведён в вице-адмиралы синего флага и сдал команду над галерным флотом адмиралу И. М. Головину.
С 1732 года являлся членом Воинской морской комиссии, созданной по указу императрицы Анны Иоанновны. Вместе с контр-адмиралом Бредалем стал инициатором строительства постоянной военно-морской верфи в Архангельске, которая стала главной судостроительной базой Балтийского флота в XVIII веке.
В 1733 году в качестве депутата от Коллегии наблюдал за вооружением и разоружением флота в Кронштадте, произвёл, согласно новому положению, расписание команд по ротам и в декабре, за отсутствием Томаса Гордона, исполнял должность главного командира в Кронштадте. В 1734 году принимал участие в военных действиях флота под Данцигом, имея флаг на корабле «Св. Александр». По возвращении послан с отрядом судов в Ревель, где исполнял должность главного командира. В 1735 году наблюдал в Риге за отправкой хлеба на военных судах в Кронштадт.
Во время русско-турецкой войны 1735—1739 с сентября 1737 был назначен начальником Днепровской флотилии. В начале следующего года привёл отряд кораблей в Очаков, но в мае скончался в Очакове во время эпидемии чумы.
За неимением в Очакове православной церкви был похоронен во дворе местной мечети. Могила не сохранилась.

## Семья
От брака с Неонилой Фёдоровной Языковой (1688—1738) дети:
- Федосья, жена Матвея Васильевича Ржевского, мать братьев Ржевских — Степана, Павла, Ивана и Владимира.
- Евдокия, жена генерала Николая Ивановича Зиновьева, мать мемуариста Василия Зиновьева и графини Екатерины Орловой.
- Алексей (1722—1797), адмирал и член Адмиралтейств-коллегии.
- Сергей (1720—22.11.1782), генерал-поручик (2.7.62), действительный камергер (24.11.51)[7]
- Яков (?), малоумный. Владел всеми белозерскими деревнями в Новогородском наместничестве в Белозерском уезде с селом Архангельским. Жил под опекой Сергея Наумовича, после его смерти - у Алексея Наумовича[8]

Адмирал Дмитрий Николаевич Сенявин приходился Науму Сенявину внучатым племянником.
- Феодосия Наумовна Ржевская (урождённая Сенявина). Художник Рокотов Ф. С. 1770-е гг.
- Алексей Наумович Сенявин. Художник Рокотов Ф. С. 1770-е гг.